# Tomasz Puda
Tomasz Puda (* 11. Januar 1986 in Żywiec) ist ein polnischer Biathlet.
Tomasz Puda studiert an der Sporthochschule Kattowitz lebt in Koszarawa. Er wird von Malwina Wojtas trainiert und startet für KS AZS AWF Katowice. Seine ersten internationalen Rennen bestritt er 2004 im Rahmen des Biathlon-Europacups der Junioren in Obertilliach. In Kontiolahti nahm er an den Biathlon-Juniorenweltmeisterschaften 2005 teil und belegte die Plätze 70 sowohl im Einzel wie auch im Sprintrennen. Zum nächsten Großereignis wurde die Winter-Universiade 2007 in Cesana San Sicario, bei der Puda 29. des Einzels wurde, 32. des Sprintrennens und 24. im Verfolger. Nur wenig später nahm er auch zum zweiten Mal an den Biathlon-Juniorenweltmeisterschaften 2007 in Martell teil. Im Einzel erreichte er in Südtirol den 52. Platz, im Sprint wurde der Pole 40. und 47. im Verfolgungsrennen. Es schloss sich mit den Biathlon-Europameisterschaften 2007 ein drittes Großereignis an, bei dem Puda bei den Wettbewerben der Junioren an den Start ging und im Einzel Platz 37, im Sprint Platz 44 und mit Adam Kwak, Łukasz Szczurek und Sebastian Witek Platz sieben mit der belegte.
Seit Beginn der 2007/08 startet Puda bei den Männern im Leistungsbereich. Sein erstes Rennen, ein Einzel, bestritt er in Obertilliach und wurde dort 79. Erste Punkte gewann er als 25. eines Einzels von Osrblie im Jahr 2009. Dies ist zudem das bislang beste Resultat Pudas in der zweithöchsten Rennserie des Biathlonsports. In der höchsten, dem Biathlon-Weltcup, konnte der Pole in Östersund zum Auftakt der Saison 2008/09 geben. In seinem ersten Einzel belegte er Platz 102. Im folgenden Sprint erreichte er den 100. Platz und damit sein bislang bestes Resultat im Weltcup. Kurz darauf lief er auch erstmals in der polnischen Weltcupstaffel und wurde mit dieser in Oberhof an der Seite von Kwak, Krzysztof Pływaczyk und Tomasz Sikora 15. Die Biathlon-Europameisterschaften 2008 wurden Pudas erstes Großereignis bei den Männern. In Nové Město na Moravě erreichte er im Einzel den 63. Platz, wurde 74. des Sprints und lief an der Seite von Kwak, Grzegorz Bril und Witek auf den 13. Staffelplatz. In Ufa startete er im Jahr darauf erneut bei den Europameisterschaften. Dieses Mal trat er in allen vier möglichen Rennen an und wurde 48. des Einzels, 46. des Sprints, 39. der Verfolgung und mit Mariusz Leja, Mirosław Kobus und Piotr Kotas als Startläufer der Staffel 12. Der Sommer 2009 begann mit Erfolgen im Rahmen des IBU-Sommercups 2009. In Bystřice pod Hostýnem wurde er im Cross-Sprint hinter Lars Zimmer und Luboš Schorný Dritter, im Massenstartrennen platzierte sich einzig Petr Balcar vor ihm. Im Massenstart von Predajná rangierte erneut Balcar und zudem Matej Kazár vor ihm. Recht erfolgreich verliefen auch die Sommerbiathlon-Europameisterschaften 2009 in Nové Město na Moravě. bei denen Puda 13. des Sprintrennens und Achter im Massenstartrennen wurde. Mit Karolina Pitoń, Magdalena Nykiel und Sebastian Witek gewann er zudem im Mixed-Staffelrennen hinter der Mannschaft aus Russland die Silbermedaille. Auch bei den Sommerbiathlon-Weltmeisterschaften 2009 in Oberhof trat er in den beiden Rennen im Crosslauf an und erreichte die Plätze 43 im Sprit und 32 in der Verfolgung.
Den größten nationalen Erfolg erreichte Puda im Rahmen der Polnischen Meisterschaften im Biathlon 2009 in Wisła. Mit der Staffel seines Vereins AZS AWF Katowice gewann er an der Seite von Sebastian Witek, Grzegorz Bril und Łukasz Witek die Silbermedaille.

## Biathlon-Weltcup-Platzierungen
Die Tabelle zeigt alle Platzierungen (je nach Austragungsjahr einschließlich Olympische Spiele und Weltmeisterschaften).
- 1.–3. Platz: Anzahl der Podiumsplatzierungen
- Top 10: Anzahl der Platzierungen unter den ersten zehn (einschließlich Podium)
- Punkteränge: Anzahl der Platzierungen innerhalb der Punkteränge (einschließlich Podium und Top 10)
- Starts: Anzahl gelaufener Rennen in der jeweiligen Disziplin

| Platzierung                      | Einzel | Sprint | Verfolgung | Massenstart | Staffel | Gesamt |
| -------------------------------- | ------ | ------ | ---------- | ----------- | ------- | ------ |
| 1. Platz                         |        |        |            |             |         |        |
| 2. Platz                         |        |        |            |             |         |        |
| 3. Platz                         |        |        |            |             |         |        |
| Top 10                           |        |        |            |             |         |        |
| Punkteränge                      |        |        |            |             | 3       | 3      |
| Starts                           | 1      | 3      |            |             | 3       | 7      |
| Stand: nach der Saison 2009/2010 |        |        |            |             |         |        |